# Nichola Beck
Nichola L. Beck (* 12. Juni 1973) ist eine englische Badmintonspielerin. 

## Karriere
Nichola Beck gewann 1993 die Czech International und die Irish Open. 1994 erkämpfte sie sich Silber bei den Weltmeisterschaften der Studenten. 1997 wurde sie englische Meisterin im Damendoppel.

## Sportliche Erfolge
| Saison | Veranstaltung                     | Disziplin   | Platz | Name                         |
| ------ | --------------------------------- | ----------- | ----- | ---------------------------- |
| 1993   | Czech International               | Mixed       | 1     | John Quinn / Nichola Beck    |
| 1993   | Irish Open                        | Damendoppel | 1     | Nichola Beck / Joanne Davies |
| 1994   | Weltmeisterschaften der Studenten | Mixed       | 2     | John Quinn / Nichola Beck    |
| 1997   | England: Einzelmeisterschaften    | Damendoppel | 1     | Nichola Beck / Joanne Davies |